# Anna Karin Hammar
Anna Karin Magdalena Hammar, född 16 april 1951 i Norra Rörum, Malmöhus län, är en svensk teolog och präst i Svenska kyrkan.

## Biografi
Hammar är teologie doktor i systematisk teologi och prästvigdes för Lunds stift 1975. Efter att ha varit studentpräst tjänstgjorde hon som direktor vid Kyrkornas världsråd i Genève 1986–1990. Hammar har arbetat som stiftsadjunkt vid Uppsala stift med själavård och teologi och har även varit knuten till teologiska institutionen vid Uppsala universitet, avdelningen för systematisk teologi. Tidigare har Hammar varit anställd vid kyrkokansliet, där hon bland annat uttalade sig som expert i frågor om Sudan och konflikten Israel/Palestina. Anna Karin Hammar var initiativtagare till den återkommande Teologifestivalen. 
Hammar var kandidat i valet till ärkebiskop i Svenska kyrkan 2006, då hennes bror K.G. Hammar skulle efterträdas. I provvalet fick hon 20 röster (6,8 procent) enligt det valsystem som tillämpas och placerade sig på femte plats. I det egentliga valet den 15 mars ökade Hammar till 28 röster, sammanlagt 9,8 procent av rösterna i valet, vilket motsvarade en fjärdeplats.
Hammar är ledamot av Olof Palmes minnesfond   initiativtagare tillsammans med Ninna Edgardh till en Öregrunds Omställningsakademi, även kallad Kyrkans vänner, som arbetar på vetenskaplig grund i skärningspunkten klimat, miljö och kristen tro.
Hammar har initierat och i Uppsala stift genomfört utbildningar i andlig vägledning i ignatiansk anda tillsammans med representanter för Jesuitorden och Romersk-katolska kyrkan. Hammar föreläser om skapelsen och kyrkan, ignatiansk spiritualitet och Luther och Ignatius. Hammar är också en anlitad föreläsare om kristna i Mellanöstern och ickevåldsaktioner i Palestinakonflikten. Hammar är ekumenisk samordnare och ordförande för Kairos Palestina – Sverige.
Hon är gift med teologen professor Ninna Edgardh och dotter till prosten Hans Bernhard Hammar samt vidare syster till prosten H.B. Hammar, ärkebiskop emeritus K.G. Hammar och politikern Henrik Hammar.